# Казарма 142 км
Каза́рма 142 км (рос. Казарма 142 км) — селище у складі Верхньобуреїнського району Хабаровського краю, Росія. Входило до складу Тирминського сільського поселення. Скасована у 2024 році як населений пункт через відсутність населення.

## Населення
Населення — 1 особа (2010; 1 у 2002).
Національний склад (станом на 2002 рік):
- росіяни — 100 %